# 100-yen shop

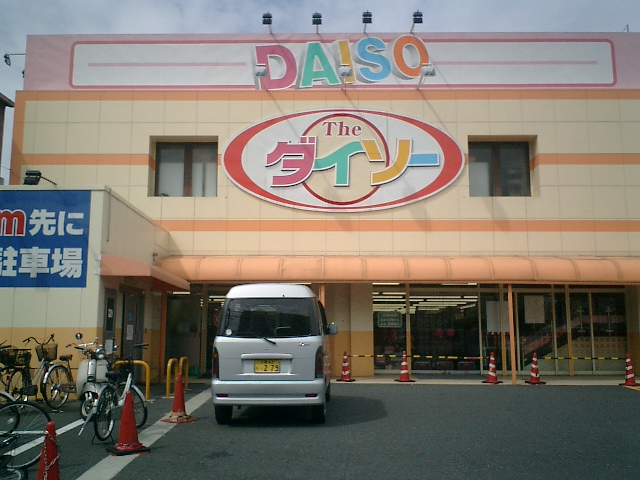
100-yen shop Daiso.

Les 100-yen shop (百円ショップ, hyaku-en shoppu) ou hyaku-en kin'itsu (百円均一), abrégés en hyakkin (百均), sont des magasins à prix unique très populaires au Japon, surtout depuis la fin du miracle économique japonais.
Ce concept remonte à l'époque d'Edo, avec des magasins à 19 mon puis 38 mon. À l'époque Meiji, le concept s'est ensuite étendu aux vêtements et aux stands de nourriture, avec parfois des articles à 1 yen. Enfin, le premier magasin à 100 yens dans sa forme moderne, a été ouvert en 1985 à Kasugai, dans la préfecture d'Aichi, par Akira Matsubayashi, le fondateur de la société Life Standard. Ce modèle a ensuite démocratisé par Hirotake Yano, le fondateur de Daiso Industries Co. Ltd., qui a ouvert son premier magasin en 1991. Aujourd'hui, il existe plus de 2 800 magasins Daiso dans tout le Japon. L'un des plus grands magasins à 100 yens est le Daiso dans le quartier de Harajuku à Tokyo. Il s'étend sur quatre étages et plus de 980 m2.

## Description
Les hyakkins sont en général de petites surfaces, de proximité, et aux horaires d'ouverture larges. On y trouve la plupart des produits de la vie de tous les jours :
- Articles de cuisine : ustensiles, plats, assiettes, bols, verres, poêles, casseroles, etc.
- Fournitures de bureau : stylos, crayons, classeurs, agrafeuses, rubans adhésifs, etc.
- Articles de papeterie : carnets, cahiers, enveloppes, papiers à lettres, cartes de vœux, etc.
- Produits de beauté : trousses de toilette, produits de maquillage, produits cosmétiques, etc.
- Produits ménagers : détergents, désinfectants, torchons, éponges, essuie-tout, etc.
- Produits électroniques : coques, batteries externes, chargeurs, connectiques, etc.
- Produits de jardinerie : outils de jardinage, pots, etc.
- Jouets et jeux : figurines, jeux de société, cartes, etc.
- Articles de voyage : sacs de compression, bouchons d'oreilles, coussins de voyage, etc.
- Vêtements : T-shirts, chemises, pantalons, shorts, robes, sous-vêtements, etc.
- Accessoires de mode : bijoux, sacs, chaînes, ceintures, chapeaux, etc.
- Nourriture : friandises, gâteaux apéritifs, nouilles instantanées, thé, café, etc..
- Articles saisonniers : décorations de Noëls, costumes d'Halloween, etc.
- Divers : outils de jardinerie, kits de tricotages, compléments alimentaires, etc.

Sauf rares exceptions, tous les articles valent 100 yens, soit deux à cinq fois moins que dans les magasins traditionnels. En fait, avant le 1er avril 2004, le client devait ajouter une taxe sur la consommation de 5 % au prix affiché sur l'étiquette. Désormais, la taxe doit être incluse dans le prix, ce qui revient à 108 yens au taux de 2016 de 8 %.
Les articles des hyakkins sont généralement de bonne facture, malgré leur prix relativement bas. Pour maintenir ces prix, les articles sont généralement importés en très grandes quantités depuis les pays où les coûts de fabrication sont les plus compétitifs. 

## Diversification
Le concept s'est étendu à la restauration, en particulier les sushis, produit plutôt cher au Japon. On trouve aujourd'hui des kaitenzushi proposant le plat à 100 yens. Chaque assiette compte en général deux pièces, un peu plus petites et de qualité moindre que celle qu'on peut trouver dans les autres restaurants.
On trouve également ces magasins à l'étranger : Daiso possédait 1 400 magasins dans 26 pays étrangers en 2015, avec cependant une moins grande diversité de produits qu'au Japon.